# مالون (نيويورك)
مالون (بالإنجليزية: Malone, New York)‏ هي بلدة أمريكية تقع في الولايات المتحدة في مقاطعة فرانكلن، نيويورك. يقدر عدد سكانها بـ 14,545 نسمة وترتفع عن سطح البحر 240.79 متر.

## أعلام
- وليام ويلر
- مايكل هاستينغز
- بنجامين إس. دبليو. كلارك